# Bahnhof Canary Wharf

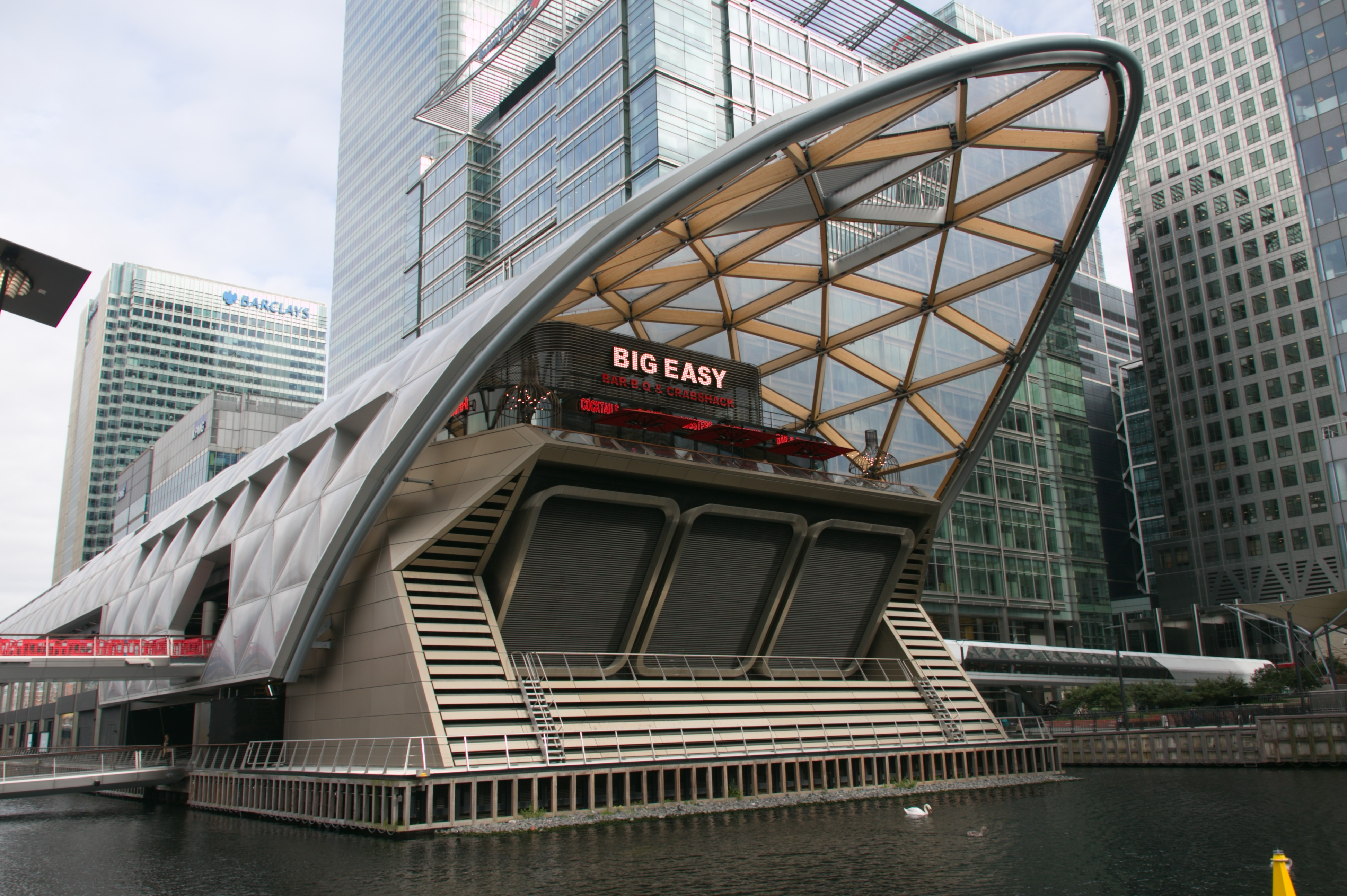
Oberirdischer Teil des Bahnhofs

Der Bahnhof Canary Wharf ist ein Bahnhof in London. Er liegt im London Borough of Tower Hamlets in den Docklands, am nördlichen Rand des Geschäftsviertels Canary Wharf. Seit dem 24. Mai 2022 wird er von dem Abbey-Wood-Ast der Elizabeth Line bedient. Während die Crossrail-Strecke in einem Tunnel liegt, bildet der oberirdische Teil eine künstliche Insel in einem ehemaligen Hafenbecken. Der Bahnhof ist Bestandteil des 500 Millionen Pfund teuren Bauprojekts Crossrail Place. Es gibt Übergänge zu den Stationen Canary Wharf der London Underground und Poplar der Docklands Light Railway (DLR).

## Anlage
Der Bahnhof befindet sich 28 Meter unter dem nördlichen Hafenbecken der West India Docks, zwischen dem HSBC Tower auf der Südseite und der Billingsgate-Fischmarkthalle auf der Nordseite. Der Gebäudekomplex erstreckt sich in West-Ost-Richtung und ragt ähnlich wie ein Schiff aus der östlichen Hälfte des Beckens hervor. Die nüchtern gestaltete Gleisebene verfügt über einen 250 Meter langen Mittelbahnsteig. Eine Überleitstelle am westlichen Ende ermöglicht das Wenden von Zügen. Über der Gleisebene erhebt sich das sechs Stockwerke hohe Einkaufs- und Freizeitzentrum Crossrail Place, wobei zwei Stockwerke über dem Wasserspiegel liegen. Auf dem obersten Stockwerk befindet sich ein Dachgarten, der von einer 310 Meter langen, futuristisch wirkenden Dachkonstruktion aus Glas umschlossen wird. Dessen hölzerner Rahmen wird von Stahlknoten und durchsichtigen Plastikröhren zusammengehalten.

## Planung und Bau
Ursprünglich sahen die Planungen vor, dass der Hauptzugang von der Great Wharf Bridge erfolgen sollte. Von dieser Brücke aus sollten Rolltreppen zur Haupthalle unter dem Wasserspiegel des Hafenbeckens führen. Weitere Rolltreppen hätten die Fahrgäste hinunter zu den Bahnsteigen gebracht. Der Planungsname des Bahnhofs lautete Isle of Dogs, nach der gleichnamigen Halbinsel. Die Bauarbeiten hätten überwiegend in der Hertsmere Road stattgefunden, die parallel zum Hafenbecken verläuft, und hätten fünf Jahre gedauert.
Das Immobilienunternehmen Canary Wharf Group, der Haupteigentümer des Geschäftsviertels Canary Wharf, stellte im Dezember 2008 zusätzliche 150 Millionen Pfund in Aussicht. Der renommierte Architekt Norman Foster nahm daraufhin eine vollständige Neuplanung vor. Der Bahnhof sollte nun Bestandteil eines Einkaufs- und Freizeitzentrum namens Crossrail Place werden, ergänzt um einen Dachgarten in der Mitte des Hafenbeckens. Ebenso änderte man den Namen des Bahnhofs in Canary Wharf. Der Spatenstich fand am 15. Mai 2009 statt, im Beisein von Bürgermeister Boris Johnson und Premierminister Gordon Brown.
Als erstes mussten 293 ineinandergreifende stählerne Pfähle von 18,5 m Höhe und 1,2 m Breite in den Boden des Hafenbeckens gerammt werden, um einen Kofferdamm zu bilden. In jeden dieser Stahlpfähle führte man zusätzlich 38 m lange Pfähle aus Stahlbeton ein. Weitere 160 temporäre Verankerungspfähle und Verknüpfungen wurden befestigt, um den Kofferdamm weiter zu stabilisieren. Sadiq Khan, der damalige Staatssekretär des Verkehrsministeriums, aktivierte am 11. Februar 2010 die Pumpen, mit denen in den nächsten sechs Wochen fast 100 Millionen Liter Wasser aus dem Kofferdamm herausgepumpt wurden. Die maximale Pumpmenge betrug 13.500 Liter in der Minute.
Der Bahnhof entstand daraufhin im trockengelegten Teil des Hafenbeckens, in einer ähnlichen Bauweise, mit der bereits die nahe gelegene U-Bahn-Station errichtet worden war. Ein Teil von Crossrail Place konnte am 1. Mai 2015 eröffnet werden. Der Rohbau des Bahnhofs war im September 2015 abgeschlossen, danach erfolgte der Innenausbau. Eröffnet wurde der Bahnhof am 24. Mai 2022.

## Bilder der Bauarbeiten

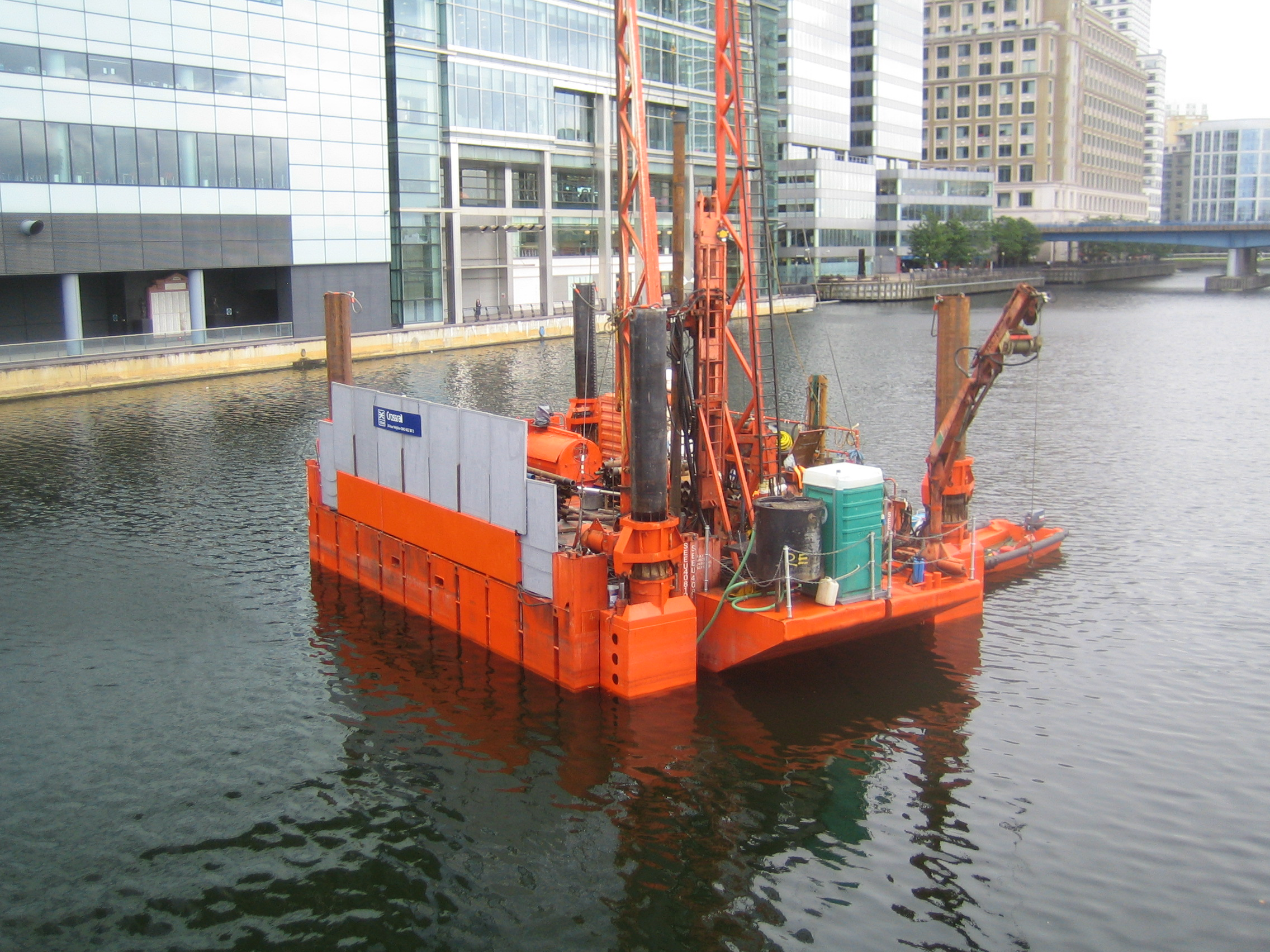
Juli 2007
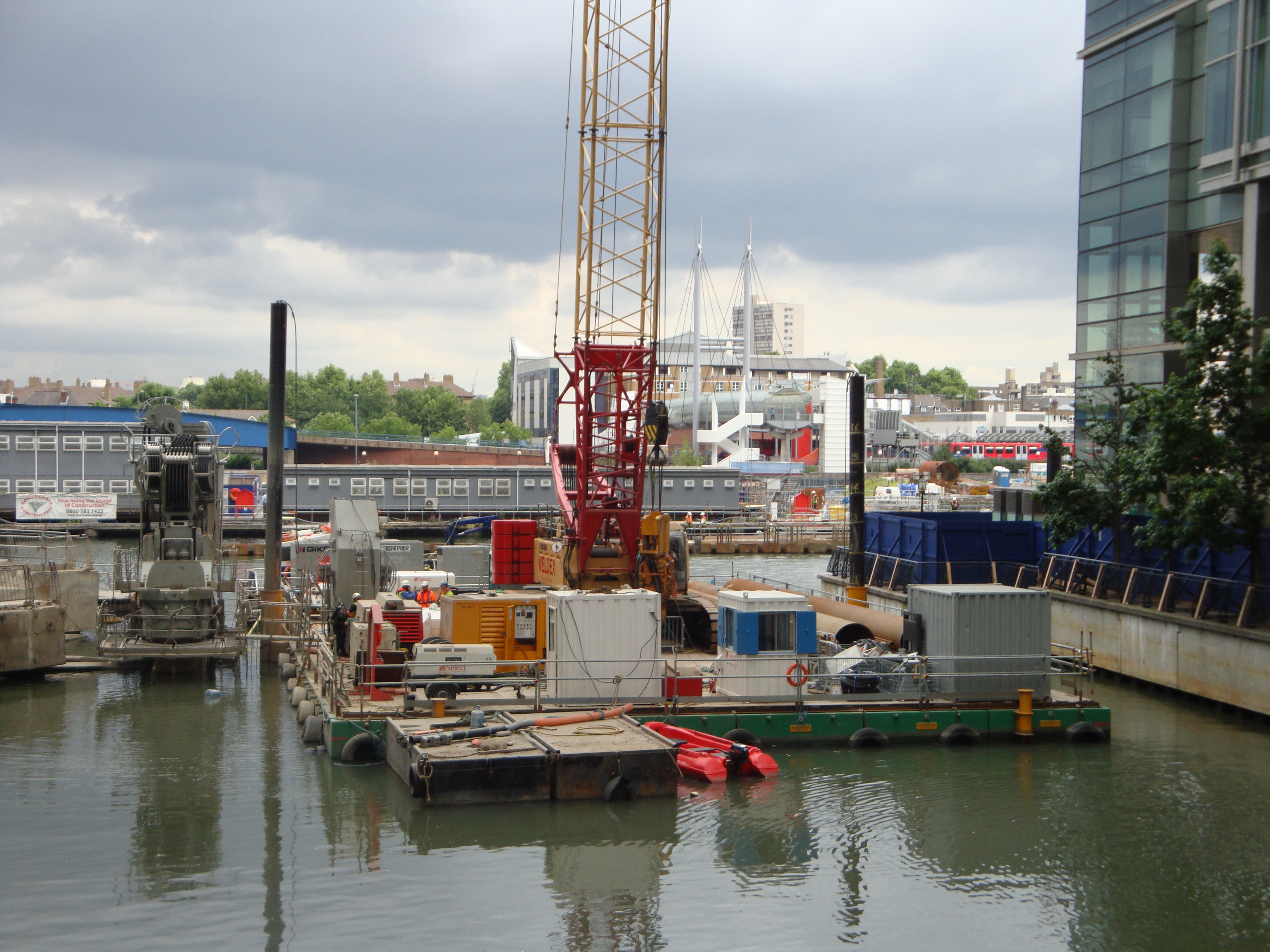
Juli 2009
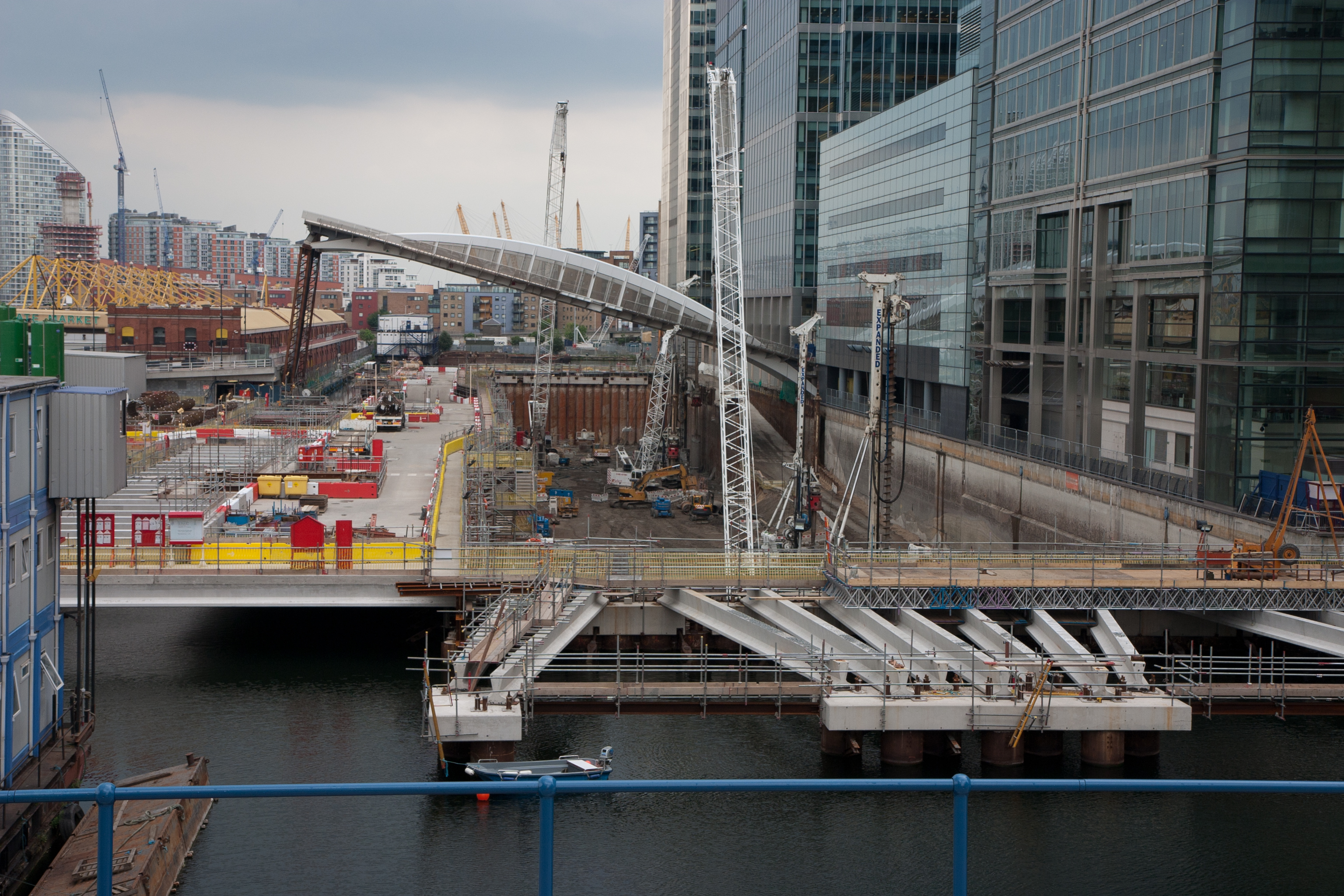
Juni 2010
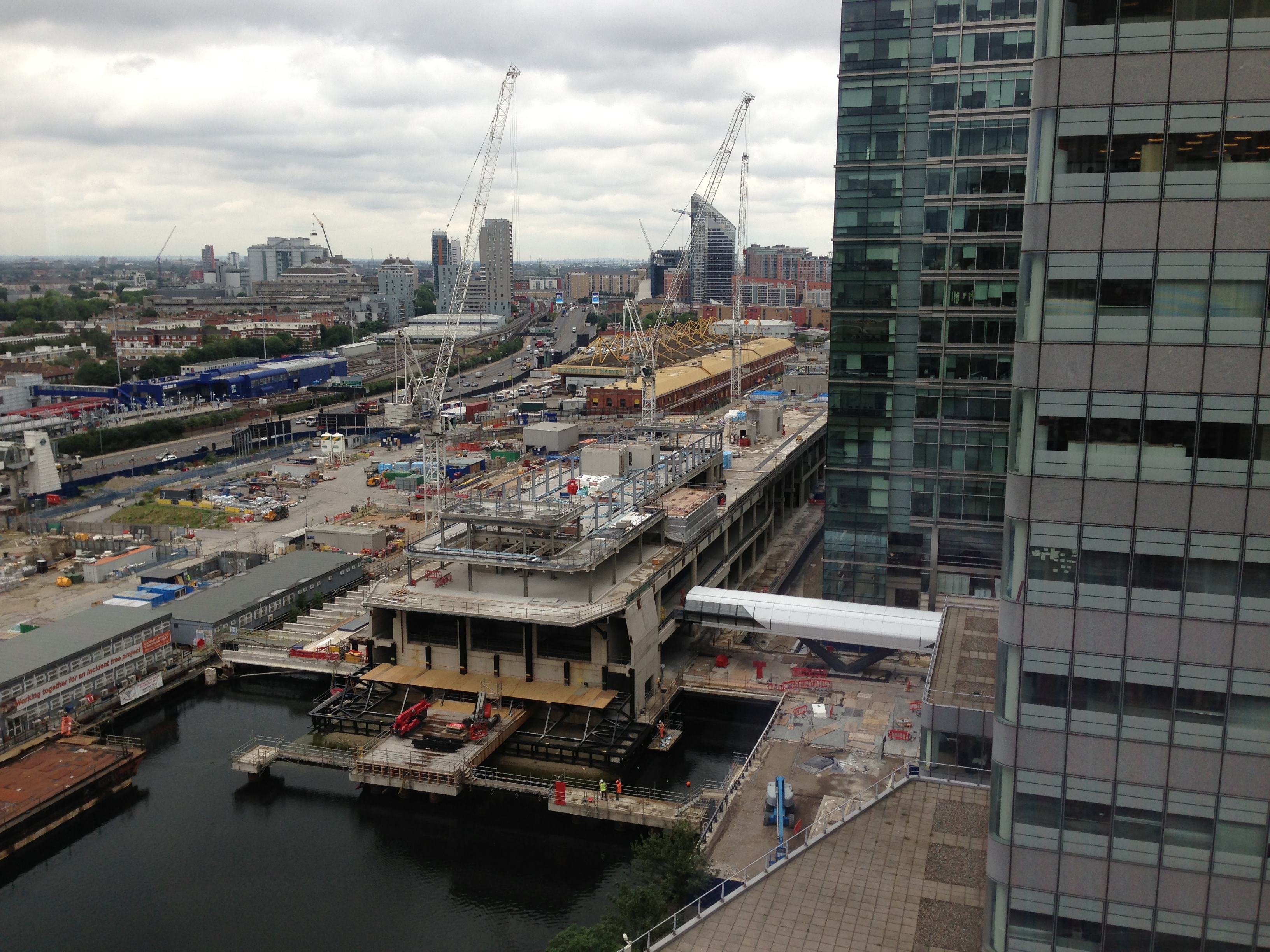
August 2013
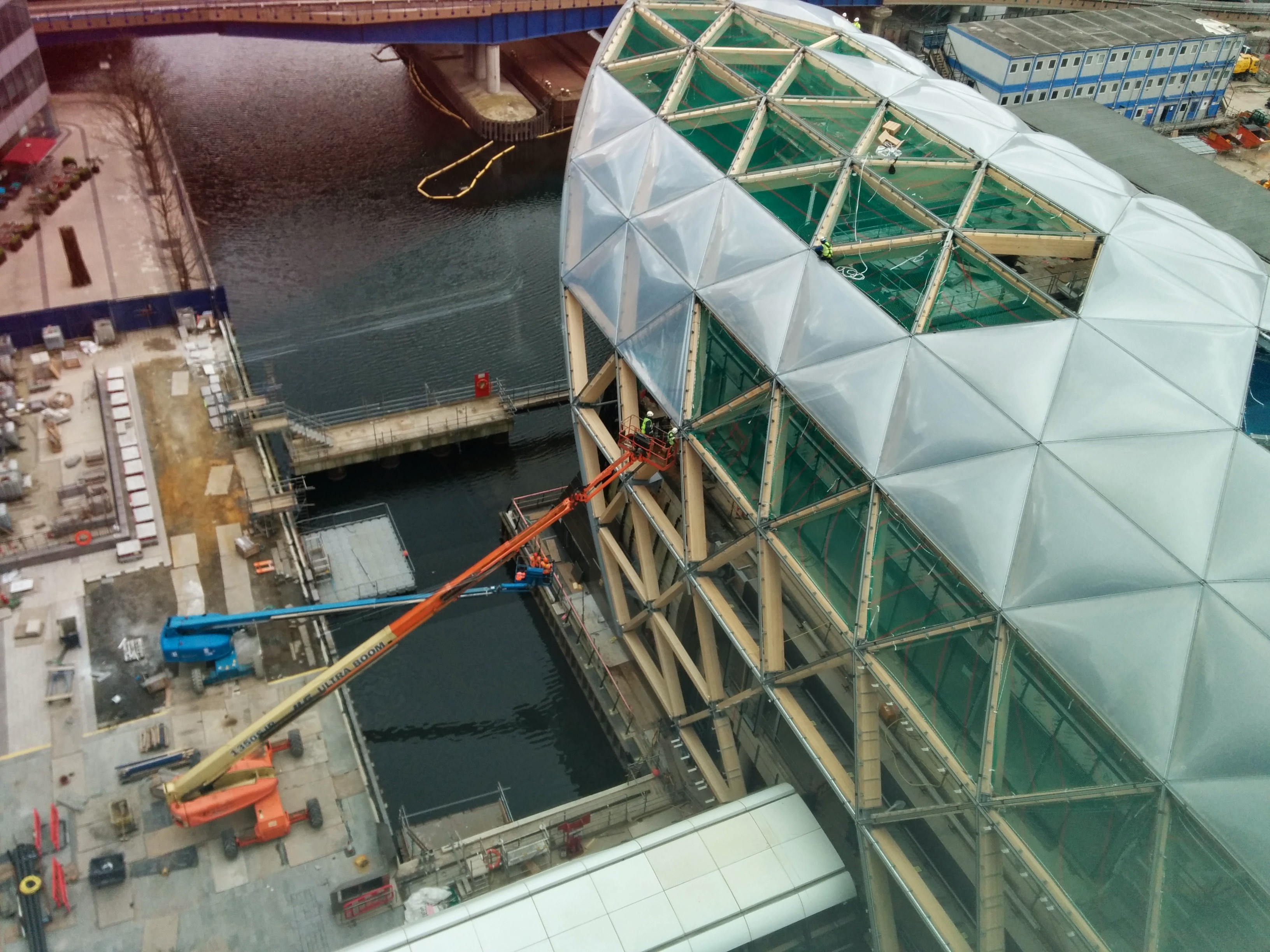
April 2014
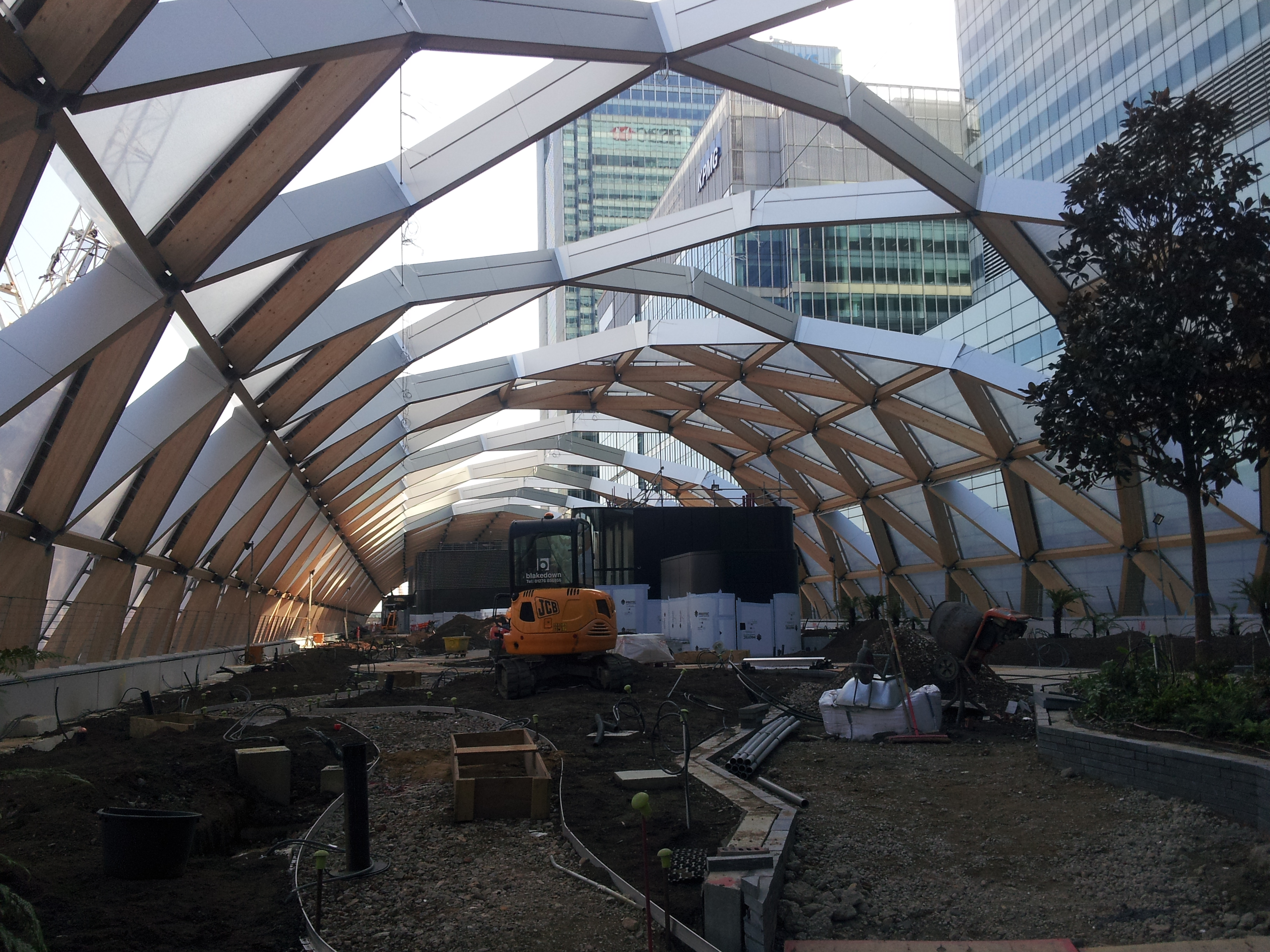
September 2014